# Blue Collar

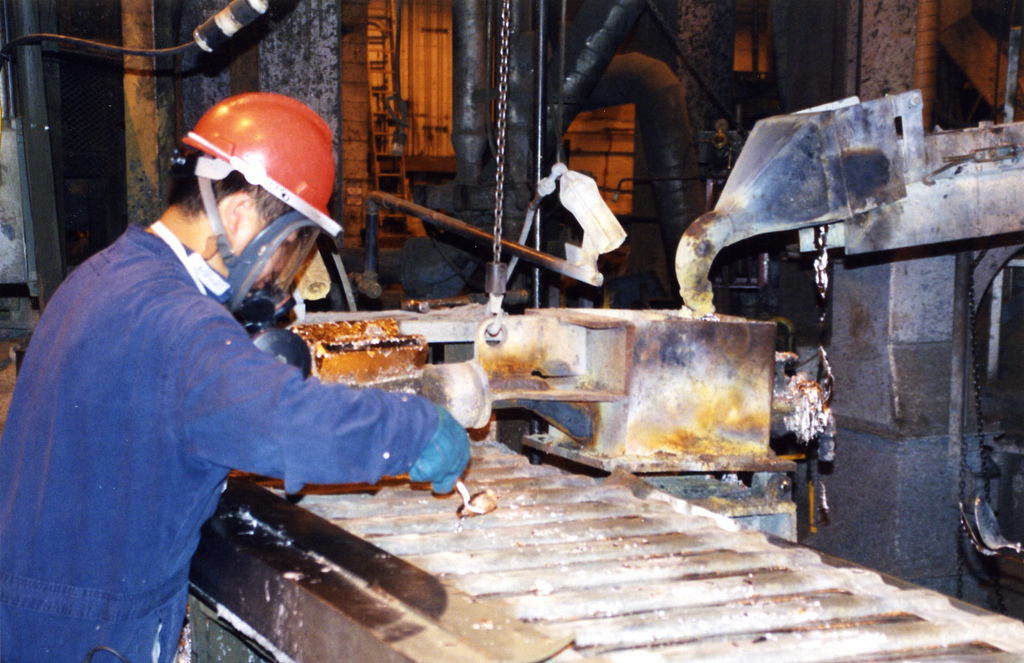
Blue-Collar-Arbeiter in einer Recycling-Fabrik

Unter den Begriffen Blue Collar (worker) und White Collar (worker) versteht man die zumeist in einem Produktionsbetrieb beschäftigten Industriearbeiter und Handwerker einerseits und die Büro-, Handels-, Dienstleistungs- und ähnlichen Berufe andererseits oder allgemeiner die eher nur im Deutschen verbreiteten Begriffe von Arbeitern und Angestellten. Die ursprünglich aus dem Englischen stammenden Begriffe werden inzwischen auch international in der Betriebswirtschaftslehre und in den Sozialwissenschaften verwendet. 
Die sprachliche Unterscheidung  (engl. collar, ‚Kragen‘) spielt auf die klassische Arbeitermontur respektive den Dresscode der Berufsbekleidung an:
- blue collar: Blaumann (ein ursprünglich blauer Overall), Arbeitsanzug; gemeint ist Arbeitsbekleidung in praktischen, körperlichen (und zumeist schmutzigen) Arbeitsfeldern
- white collar: weißer Kragen, da früher ein Kragen am Hemd angeknöpft wurde, weißes Hemd, Anzug, Krawatte etc.;  gemeint als Angestellte, Büro- oder Geschäftskleidung

Die Sociologie du Travail  sieht die traditionelle Klassifikation blouse bleu/blouse blanche (ouvrier/technicien, secondaire/tertiaire) zunehmend ersetzt durch technologische Veränderungen im Produktionsprozess, die zum Entstehen einer „neuen Arbeiterklasse“ führen.

## Internationales
In den USA arbeiten zirka 40 % der Bevölkerung in Blue-Collar-Beschäftigungen.